# Helmer Mudd

Helmer Mudd (till vänster) i kortfilmen An Itch in Time från 1943

Helmer Mudd, i original Elmer Fudd, är en av figurerna i den animerade filmserien Looney Tunes. Han är en liten flintskallig gubbe som inte kan säga "r". Han har uppträtt i olika roller, men den vanligaste och mest kända är som jägare, då han är ute efter Snurre Sprätt och ofta även Daffy Anka. Då använder han sin klassiska catch phrase "Be vewy, vewy quiet, I'm hunting wabbits!" (Vav otvoligt tysta, jag jagav havav!).
En prototyp till figuren är "Egghead", som dök upp i ett par tidiga filmer med Daffy Anka från 1937 och 1938. Annars räknas Elmer's Candid Camera från 1940 som Helmer Mudds debutfilm - i den är hans utseende någotsånär färdigutvecklat, och han har fått sitt namn.
Helmers mest kända röstskådespelare hette Arthur Q. Bryan. Mel Blanc har gjort figurens röst vid två tillfällen. I modern tid har bland annat Greg Burson och Frank Welker gjort rösten till Helmer. På svenska har han bland annat dubbats av Olli Markenros.